# جوزيف والش (لاعب دوري الرغبي)
جوزيف والش (بالإنجليزية: Joseph Walsh)‏ هو لاعب دوري الرغبي بريطاني، ولد في 1944 في ويدنس ‏ في المملكة المتحدة، وتوفي في 23 ديسمبر 2008 في Scunthorpe ‏ في المملكة المتحدة.